# Héroes del cielo
Les Chevaliers du Ciel (conocida en España como Héroes del Cielo) es una película de acción dirigida por Gérard Pirès y protagonizada por Benoît Magimel y Clovis Cornillac. 
Fue estrenada en 2005 y filmada con la colaboración del Ejército del Aire Francés. 
En la película se muestran imágenes espectaculares con arriesgadas maniobras aéreas entre varios Mirage 2000 en el cielo, con tomas realizadas por cámaras de alta definición instaladas especialmente en las alas de los aviones, y se pueden ver varias tomas reales en el cielo sin efectos especiales. Asimismo, se pueden observar impresionantes paisajes aéreos naturales y algunas filmaciones tridimensionales para el nuevo formato de cine ampliado IMAX.

## Argumento
La película comienza en el Salón Aeronáutico de Farnborough, donde un nuevo Mirage 2000-5, prototipo de pruebas de vuelo y nuevas tecnologías, es robado por terroristas. De inmediato, pasan el aviso del robo del avión a los pilotos Antoine "Walk'n" Marchelli (Benoît Magimel) y Sébastien "Fahrenheit" Vallois (Clovis Cornillac), ambos Oficiales del Aire de la Fuerza Aérea Francesa. A los pocos minutos de empezar la búsqueda encuentran el Mirage robado, volando debajo de un Airbus A340. Marchelli pide instrucciones a la base, obteniendo como respuesta que controlen al Mirage. Cuando Vallois le ordena al piloto del Mirage que le siga a la base, este se niega y emprende una persecución a alta velocidad. En la siguiente batalla aérea, el piloto del Mirage robado se sitúa detrás del Mirage de Vallois, fijándole para liquidarlo, pero antes de que el misil Matra R.550 Magic se dispare, Marchelli reacciona en una fracción de segundo y destruye el Mirage robado usando los cañones DEFA 554, salvando de esta manera a su compañero.
Cuando regresan a Orange, son informados de que han sido citados por el Jefe del Estado Mayor y posteriormente para una comisión dónde se investigará lo sucedido. Maelle Coste (Géraldine Pailhas), quien pertenece al Ministerio de la Defensa, es una de las personas que está a cargo de la comisión. Mientras tanto, Vallois y Marchelli son los encargados de tutelar a dos pilotos nuevos: Leslie "Stardust" Hedget (Rey Reyes) y Estelle "Pitbull" Kass (Alice Taglioni). 
Tras la comisión y el juicio en el que la imagen del avión de Marchelli contraatacando en el robo del Mirage es adulterada, Marchelli es expulsado del Cuerpo de Oficiales del Aire y Vallois renuncia también con el objetivo de apoyar a su amigo. Para ganarse la vida, se dedican a pilotar aviones orientados a la publicidad y a transportar paracaidistas. Vallois se encuentra con Coste y la lleva al aeropuerto para hablar con Marchelli, pero este la ignora. Tras llevarla a su casa luego de un fuerte aguacero, tienen un acercamiento y terminan durmiendo juntos. Más tarde, gracias a Coste, son readmitidos en las Operaciones Especiales para una carrera contra los americanos, pero Vallois desconfía de Kass al saber que la eligieron. Debido a que en la carrera se atraviesan territorios hostiles, parten 3 Mirage: uno pilotado por la capitán Kass y vigilado por Marchelli, otro pilotado por Vallois y el último por Ipod (Jean-Baptiste Puech). En el aeropuerto donde se encuentra el avión nodriza, llegan dos mercenarios y asesinan a los pilotos, siendo señal de una trampa. Ya en la carrera, llegando a África del Este, los 3 Mirage se quedan casi sin combustible y deben parar en una pista de aterrizaje presumiblemente abandonada. En cuanto aterrizan son asaltados por varios terroristas, que matan a Ipod y secuestran a Kass. Aprovechando la situación, Marchelli sabotea su propio Mirage para que no lo puedan usar los terroristas. Acto seguido, los terroristas hacen presos a Vallois y Marchelli. Al día siguiente, cuando los terroristas se disponen a probar los Mirage, se dan cuenta de que el de Marchelli no arranca, por lo que le liberan momentáneamente. Marchelli vuelve a reparar el Mirage, y es obligado por los terroristas a probarlo para ver que todo está en orden. Dado que el Mirage de Marchelli es un biplaza, se sube un terrorista a bordo advirtiendo a Marchelli que su asiento está desactivado. 
Una vez en vuelo, Marchelli vuelve a la pista de aterrizaje rompiendo la barrera del sonido justo cuando pasa por los edificios, dejando sordos y aturdidos momentáneamente a todos los terroristas menos a Vallois, dado que este se estaba tapando los oídos en ese instante. Cuando Marchelli aterriza, acciona el asiento ejectable del terrorista. Aprovechando esa situación de confusión, Vallois mata al terrorista que lo vigilaba, escapa y se sube al Mirage usando un camión para llegar al ala derecha del caza. Marchelli y Vallois como copiloto despegan y usando uno de los misiles Matra R.550 Magic destruyen el otro Mirage y un camión cisterna. El tercer Mirage es desmontado y transportado a Francia en un avión militar.
De vuelta en Francia, Marchelli y Vallois son readmitidos en el Cuerpo de Oficiales del Aire, recibiendo las disculpas de los generales. En ese momento, Maelle Coste le pregunta a Marchelli por la ubicación del tercer Mirage, poniendo a toda la seguridad nacional en alerta dado que la Cumbre Europea está cercana. Coste le pregunta a Marchelli si un solo Mirage es capaz de atravesar toda una barrera de seguridad, a lo que Marchelli le responde que no.
Estando en casa viendo la Cumbre Europea, Marchelli intuye que el Mirage no atravesará toda la protección que rodea París, dado que YA está en París. Al parecer, el piloto del Mirage pretende hacer estallar el avión nodriza justo cuando esté sobrevolando la tribuna principal. Ambos salen de inmediato a la base, avisando al Estado Mayor de la situación. Cuando Vallois y Marchelli lo interceptan, se dan cuenta de que el piloto del Mirage robado es la capitán Kass. Kass inicia una técnica de evasión, siendo perseguida muy de cerca por Marchelli. Cuando Kass está a punto de destruir el avión nodriza, Marchelli le golpea con su Mirage para forzar a Kass a cambiar de trayectoria y evitar así la destrucción del avión nodriza. Finalmente, Marchelli busca el destruir el Mirage de Kass, pero ésta es más rápida y acciona el asiento ejectable. Marchelli destruye el Mirage sin piloto una vez que abandona las zonas pobladas de París. Mientras tanto, Kass huye al entrar en un vagón de tren y abandona el área.
Luego, se muestra a Kass en un jet privado junto con un empresario relacionado con el incidente del Mirage y con el atentado de París, lo que da a entender que ellos dos son los responsables de estos actos y que no van a ser encontrados. Finalmente, se muestra a Maelle llegando a la base y se comunica por radio con Marchelli estando todo el escuadrón presente, dando a entender que iniciaron una relación amorosa. Finalmente, Marchelli y Vallois emprenden juntos el regreso desde el mar hacia la base haciendo piruetas y volando a velocidad supersónica.

## Reparto
- Benoît Magimel como Antoine "Walk'n" Marchelli.
- Clovis Cornillac como Sébastien "Fahrenheit" Vallois.
- Rey Reyes como Leslie "Stardust" Hedget.
- Alice Taglioni como Estelle "Pitbull" Kass.
- Jean-Baptiste Puech como Ipod.
- Géraldine Pailhas como Maelle Coste.
- Philippe Torreton como Bertrand.
- Peter Hudson como General Buchanan.
- Christophe Reymond como Stan.
- Jean-Michel Tinivelli como Coronel Farje.

## Música
- Into the fire, de Thirteen Senses
- Attack 61, de Chris Corner

- Datos: Q1082924